# コシダ
コシダ（小羊歯、学名: Dicranopteris linearis）は、時に背が高くなるシダ植物で、乾燥した山野に密な群落を作る。ウラジロに様々な点で似ているが、葉が繰り返して二叉分枝する点で異なる。

## 概要
コシダは、硬い葉を持つシダ植物で、様々な点でウラジロに似たものである。葉の主軸から左右対称に羽片を広げること、毎年主軸の先端から新たな主軸と羽片を伸ばしながら成長する点もよく似る。生育環境もよく似ており、野外では同時に発見されることも多い。ひどく密な背の高い群落を作る点でもよく似ている。
はっきりとした違いは、羽片が二叉分枝することで、そのため両者は同科ながら別の属に入れられている。ウラジロのように羽片が長々と伸びて垂れることはなく、やや水平から斜め上向きに広がる葉はそれほど大きくはならない。名前は小羊歯の意で、ウラジロより小型であることに依る。

## 特徴
根茎は長く横に這い、間隔を開けて葉をつける。根茎は太い針金状で地下を長く横走して、光沢のある金褐色の毛を密生する。
葉は全体として2メートルを越える。葉柄は20-100センチメートル、そこから先には対生する羽片を伸ばし、その間から次の柄が伸びてその先にさらに対生する羽片を出し、それを繰り返すので、全体としては羽状複葉であるが、その羽片が二叉分枝する。葉柄は褐色で光沢があって硬く、角軸や成長の止まった先端に赤褐色の毛がある。
側羽片はほぼ等分に数回の二叉分枝を繰り返す。その先端と分岐部分にはそれぞれ一対の小羽片がつく。小羽片は15-40センチメートル、幅は3-8センチメートル。長楕円状披針形で羽状に深裂し、表面は黄緑でつやがあり、裏面は粉を吹いたように白く、まばらに赤褐色の毛がある。葉質は薄くて硬い。裂片は線形で、その縁は滑らかで、先端は丸いかわずかにくぼむ。胞子嚢群は中肋と葉縁の中間に一列に並んで生じる。

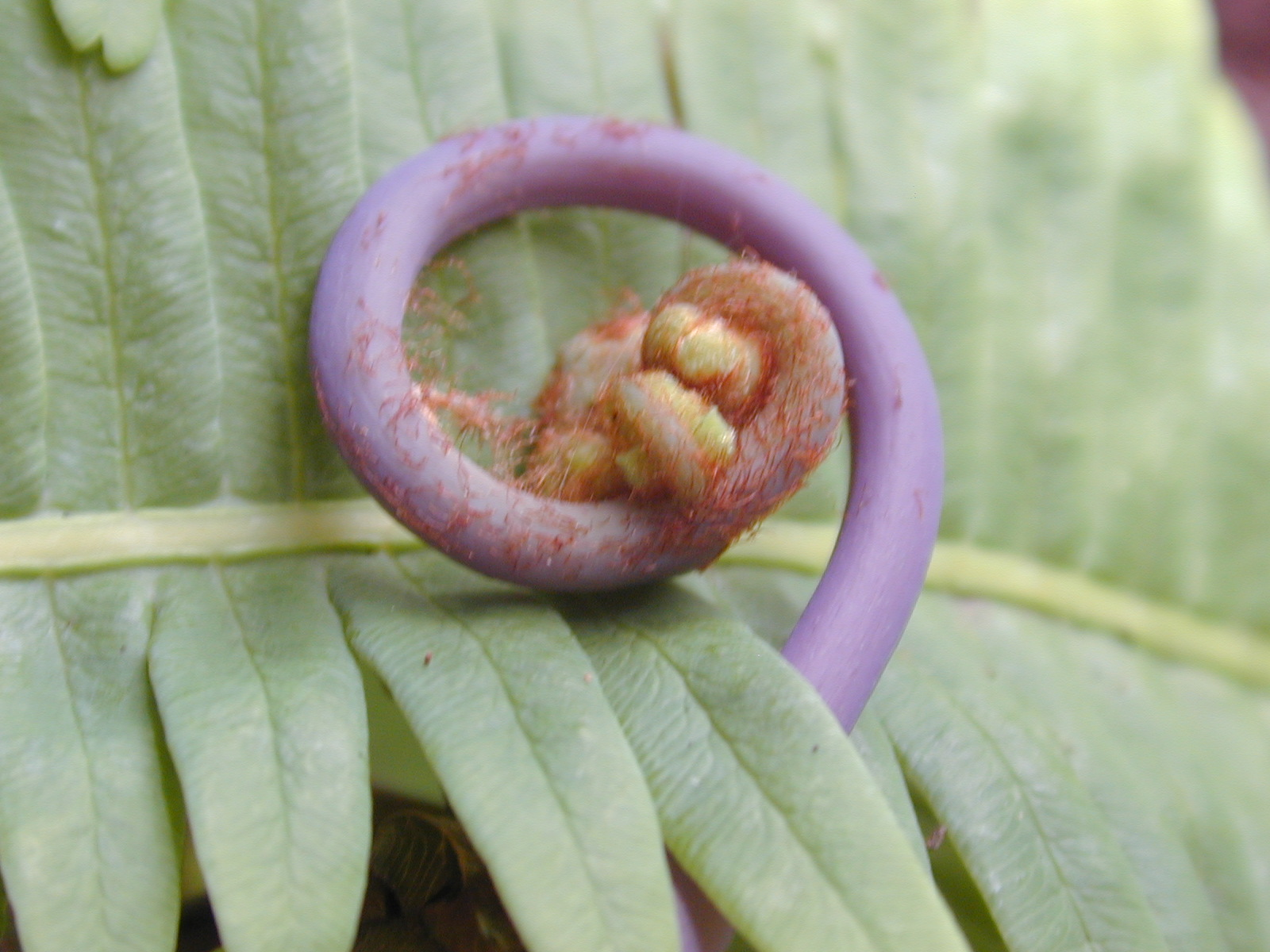
新芽
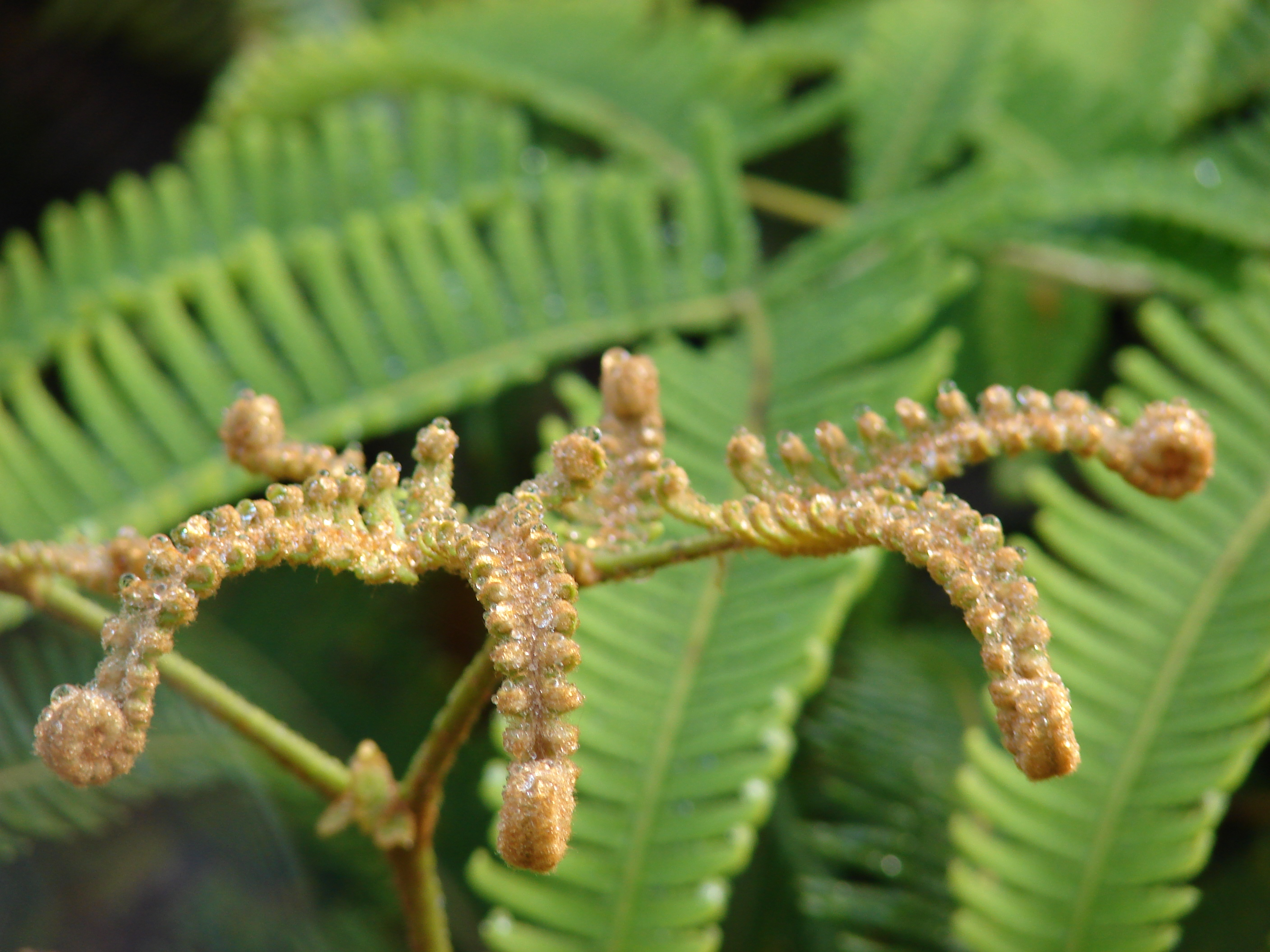
展開前の若葉
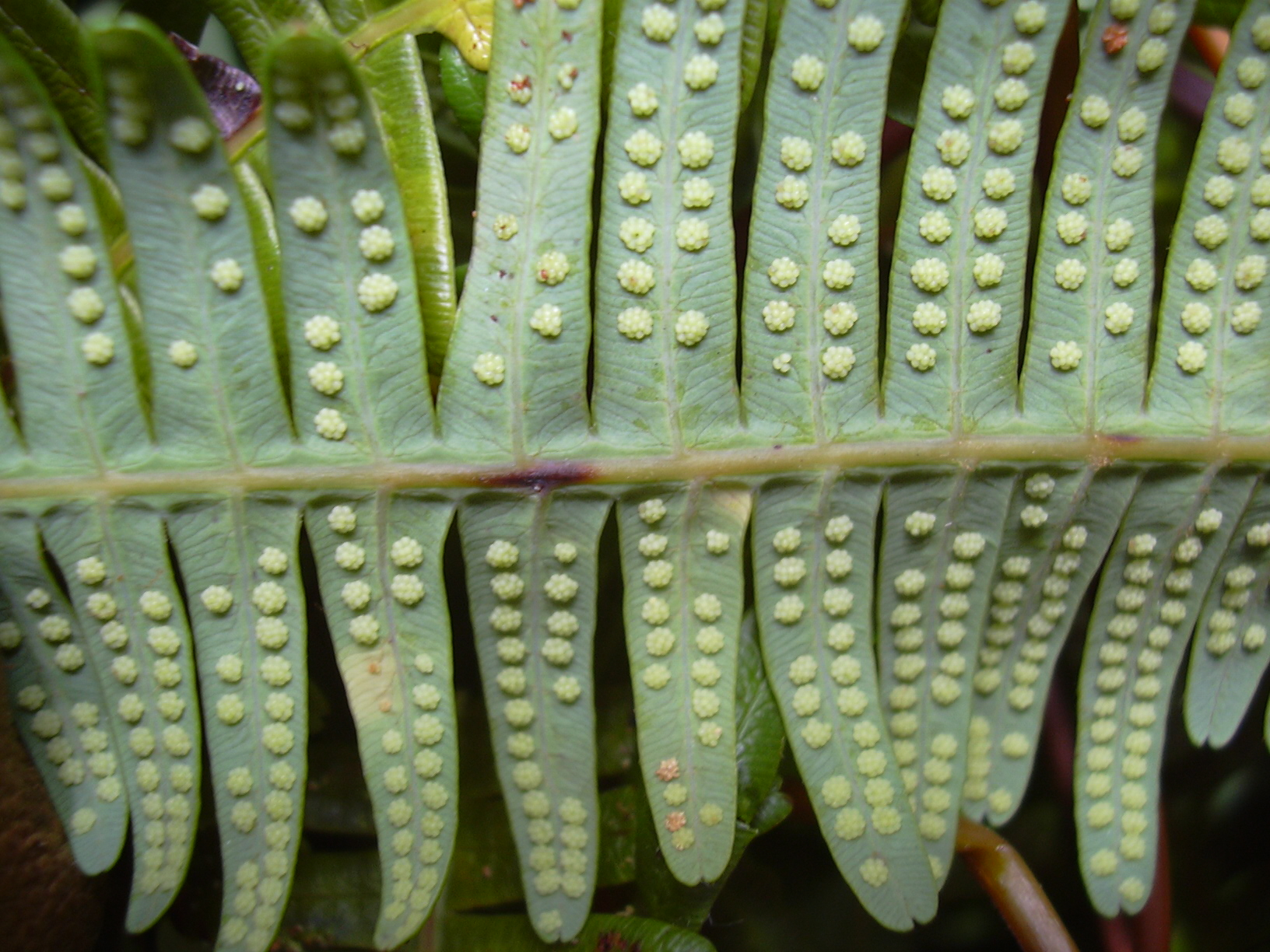
若い胞子嚢群の列

### 葉の伸び方について
側羽片の二叉分枝とそこに並ぶ小羽片は、まず柄の先端に一対の小羽片を生じ、その間を分けるように一対の柄が伸び、その先端に一対の羽片を生じる。これを繰り返すことでその形が出来る。
これは、ウラジロでは側羽片の軸が最後まで成長するのに対して、コシダでは中軸枝が伸長してその成長を完結せずに途中で止め、そこから一対の二次中軸枝を生じ、それがまた成長を完結せずに止め、そこから新たに三次中軸枝を一対出す。これを繰り返すことでその葉の形が完成される。先端の中有軸枝は羽状複葉の葉身を持つ。それに対し、途中の分枝部に着く小羽片は、それぞれの中軸枝の最下の側羽片と見ることが出来る。

## 生育環境・生態
山間部に生育し、日なたから林内まで出るが、いずれにせよ貧栄養の土壌に好んで生育し、乾燥した斜面に出る。山火事などで裸地になったところに大きな群落を作ることがある点でも共通している。貧栄養な土壌を好む。
植物生態学ではウラジロ・コシダ群落を認める場合がある。これは森林伐採や山火事などで裸地になった場所に成立し、密生した群落を形成する。そのために他の植物が侵入しにくくなり、そのために遷移の進行が阻害され、一定期間維持される。樹木がその上を覆うと、光量不足から衰退し、消滅する。

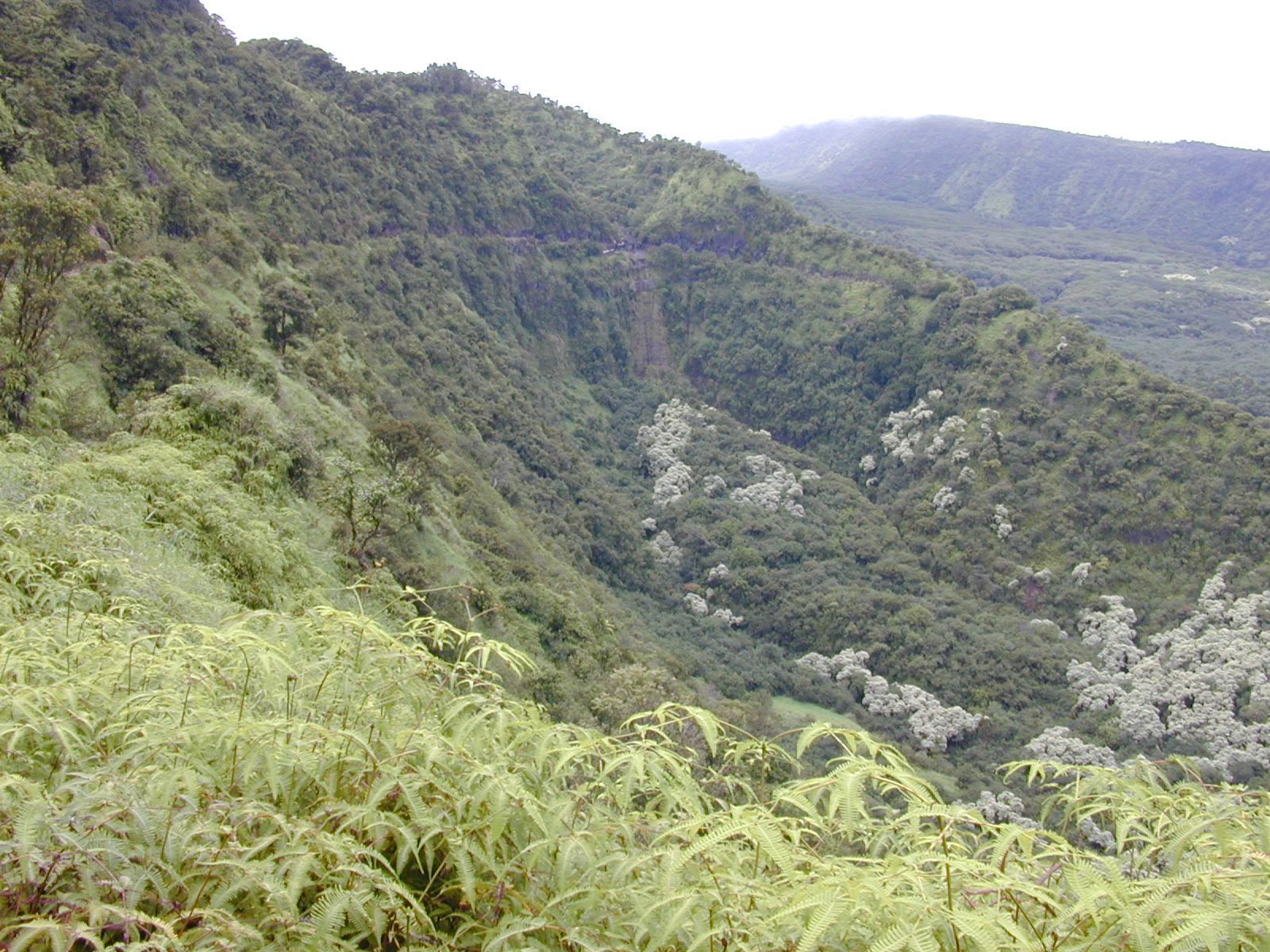
群落の様子（マウイ）
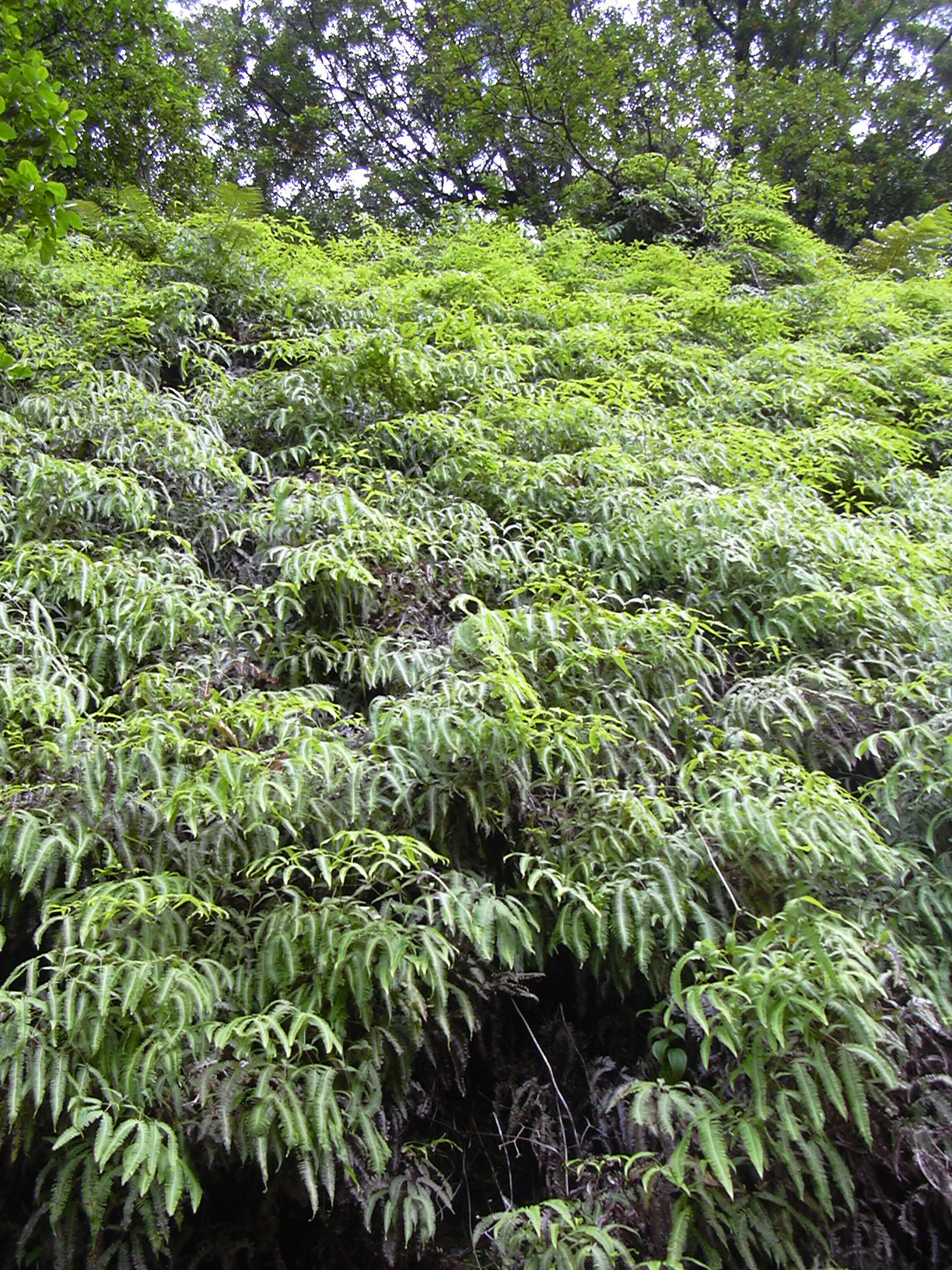
群落の様子（同上）
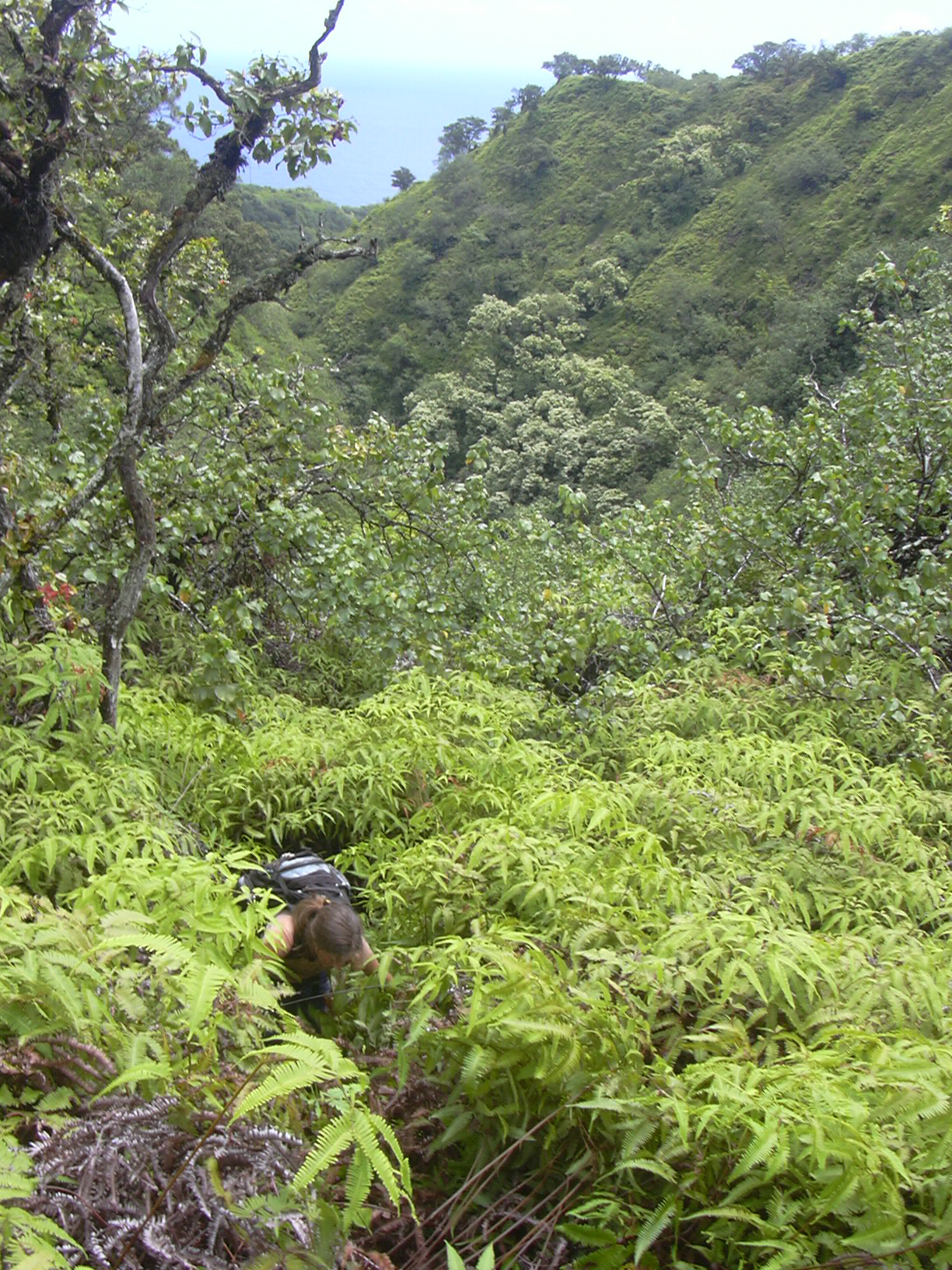
藪こぎの様子
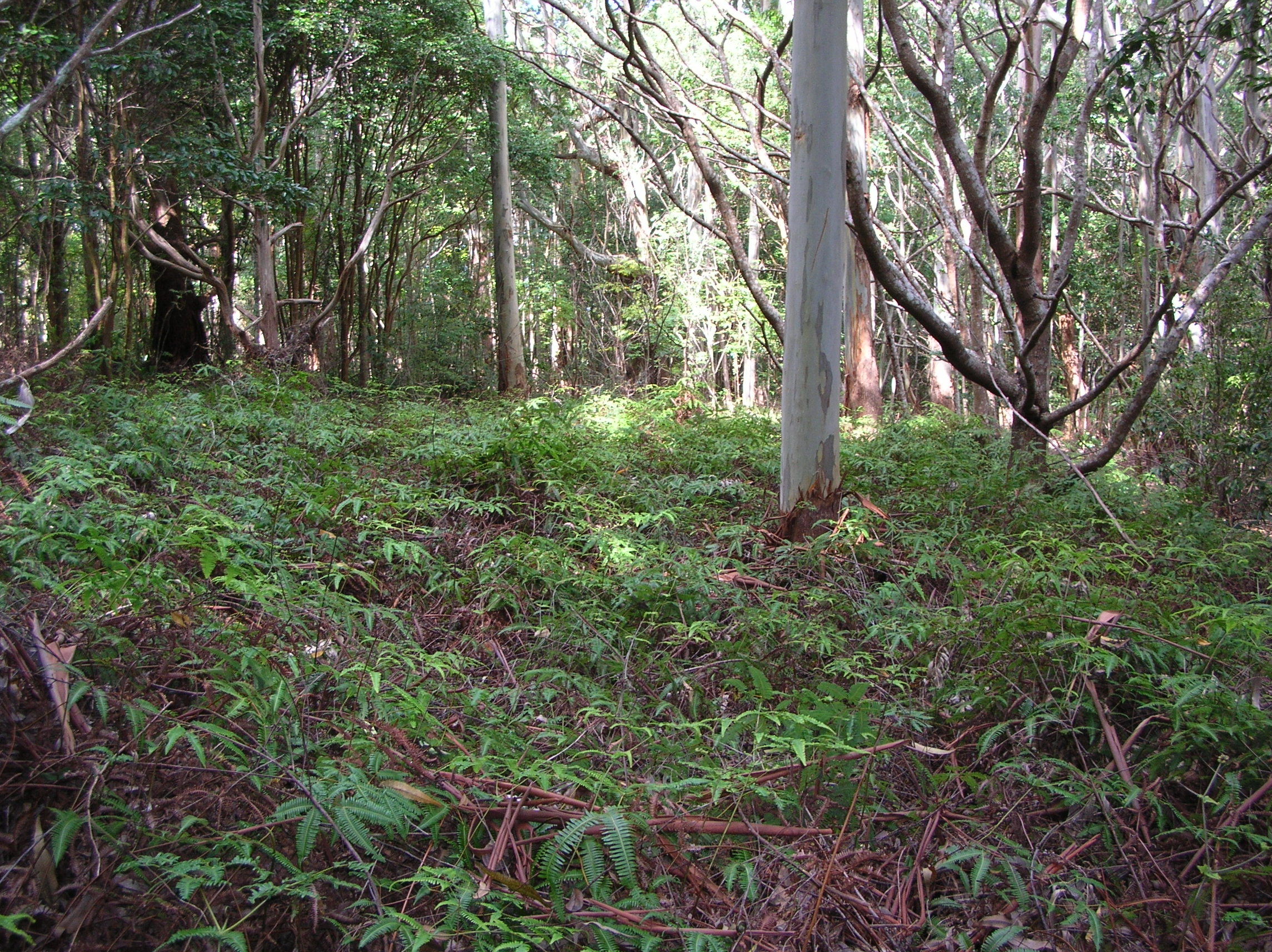
林床での生育状況

コシダはハワイの生態系におけるキーストーン種であり、ハワイの熱帯雨林の多くの地域に影響を及ぼしている。コシダはハワイの全ての島で見られる。生態遷移における先駆種として、溶岩流や崖錐、放棄された道といった裸地に侵入することができる。新たな土地で生育する際、繰り返し茎および葉の層を生み出し、それによって植物体によるネットワークを作り上げる。葉は死ぬが、茎の分解は非常に遅く、ネットワークが存続する。このネットワークには有機堆積物が蓄積し、落葉の堆積した層が形成され、それは時に1メートルにも達する。そこにはさらにシダ自身の根茎が侵入し、その層をさらに強固なものとする。
コシダが取り除かれた場所では、侵入種植物が移入できるため、コシダの一つの重要な機能はこれらの植物種からの熱帯雨林の侵害を妨害することである。コシダはアレロパシー作用を有している。また、コシダは森林生態系の中でも特に生産力のある種である。森林のバイオマスとしては比較的少量であるにもかかわらず、ある地域の基礎生産力の2分の1を越える割合を占めている。

## 分布
日本では本州の福島県以南から琉球にかけて、各地で見られる。国外では朝鮮南部、中国南部、台湾、東南アジアからインドにかけて知られるが、種の範囲を広く取ればアフリカやオセアニアのものも同種とする。

## 利害
林業では下草として成長し、人工林の下草刈りや藪漕ぎの際の厄介者となることがある。
ウラジロのように飾り物にしたりする風習はない。しかし葉柄についてはほとんど変わらないので、同様に籠を編むなどの利用がある。また、生け花などにも利用される。
なお、栽培することは滅多にないが、実際にそれを行うのは困難で、特にある程度成長した株は移植しても育てられず、ごく小さな苗を、根を切らないように掘り取る必要がある。その点でもウラジロと共通である。
インドネシアでは腸内寄生虫、ニューギニアでは皮膚潰瘍や傷、マレーシアでは風邪の治療のために薬として使用されている。In vitroにおいてコシダのサンプルは抗菌活性を示す。

## 分類
ウラジロとは似ているが、側羽片の形が全く異なる。この二種は属としても別で、側羽片の違いの他に、ウラジロ属では鱗片があり、コシダ属では毛がある。同属のものは世界に10種ばかりあるが、日本には本種のみである。